# M.É.Z.
A M.É.Z. 1988-ban alakult ír és skót folkzenét játszó együttes, ennek a műfajnak az első művelője Magyarországon. Nevük a Meg nem Értett Zenekar rövidítése. Az együttes logója egy öreg, szakállas, ír hegedűs. Mottójuk szerint a M.É.Z. az a zenekar melynek nem célja, hanem dolga van. Kilenc albumuk jelent meg, kétezernél több koncertet tartottak.

## Története
A megalakulása óta számos személyi változáson átment zenekar alapító tagjai már korábban is zenéltek, főként country és blues műfajban. Egy ír-skót zenét játszó folkegyüttes gondolata 1987-ben született Turáni Csongor által. A második tag Turzó Sándor lett, őt követte Pálvölgyi Ádám, a későbbi zenekarvezető és menedzser. 1988-ban kellő összegyakorlás nélkül elvállaltak egy szalagavató bálon egy ír és skót zenei koncertet, ami a főpróbán annyira rosszul sikerült, hogy az iskola visszamondta a fellépést. A zenekar vezetője, Pálvölgyi Ádám ekkor találta ki a „Meg nem Értett Zenekar” elnevezést, humorosan utalva az eleinte szintén meg nem értett Mozartra.
Pár hónapig trióban játszottak, majd felvették Kuklis Henrik ütőst, aki 1989-től az éneklést is részben átvette. 1989 és 1993 között Kaczur Csilla és Tom Chilton is tagja volt az együttesnek. Eleinte kisebb klubokban léptek fel, de 1993-ban már a Jethro Tull előzenekaraként játszottak. Egyéni hangzásukat ekkoriban alakították ki, az ír és skót balladákat és vidám kocsmadalokat  világzenei és magyar népzenei  elemekkel vegyítették. 
Első CD albumuk 1995-ben jelent meg, előtte három saját kiadású műsoros kazettájuk volt. 1996-tól folyamatos tagváltozások kezdődtek, 2002-re az eredeti alapítókból csak Kuklis Henrik maradt meg és vitte tovább új tagokkal a zenekart. 

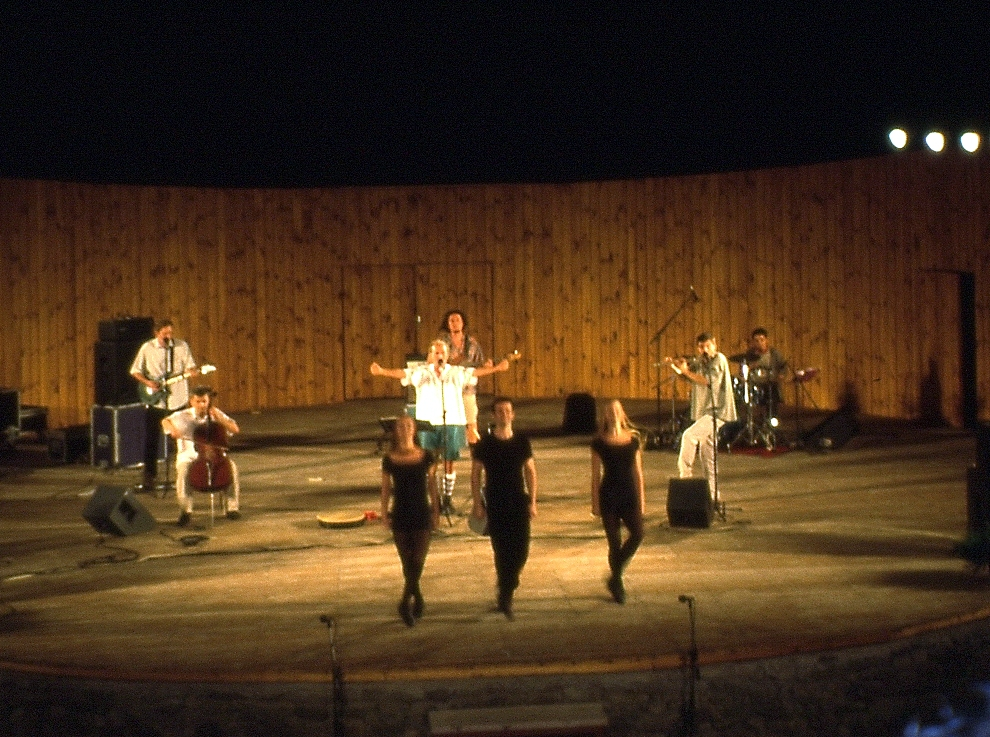
Koncert a szentendrei skanzenben, 2002. július 27.

1998-ban egy különleges albummal jelentkeztek, Földes László (Hobo) műfordításában és részbeni énekével, magyar nyelven adtak ki ír-skót albumot A dublini út címmel. A zenekar tagjai ekkor Batta Gábor, Kuklis Henrik, Molnár Sándor, Péter János és Turzó Sándor voltak. 
A 2000-es The Fairies albumuk az ír legendák tündérvilágáról szóló dalokból merít, mellettük pár vidám kocsmadal is hallható. Az együttes tagja ekkor Kuklis Henrik, Turzó Sándor, Martinka János, Péter János, Kostyák Előd és Czesznak Tamás voltak. 2001-ben Ákos, Sterbinszky, Földi Albert, Gömöry Zsolt és Pierrot közreműködésével készült el egy DJ remix album,  LeM.É.Z.lovasok címmel.
2002 nyarán különleges környezetben, a Szentendrei Szabadtéri Néprajzi Múzeum színpadán tartottak előadást szteptáncosok közreműködésével. Az eredeti, de kilépett, különféle zenekarokban játszó tagok 2002-ben megalapították az Ister együttest.
2003-ban jelent meg Tűztánc című lemezük, melyen koncert- és stúdiófelvételek is hallhatók. A tagok ekkor Kuklis Henrik, Galambos Ernő, Golovics Ferenc, Kostyák Előd, Valentiny Gábor és Vasvári Béla voltak. 
2011-től ismét az alapító tagok, Turáni Csongor, Turzó Sándor, Pálvölgyi Ádám és Kuklis Henrik közreműködésével lépett fel a M.É.Z. Turáni Csongort visszavonulása után Varga „Cédrus” Attila, majd 2016-tól Párniczky Ede követte.
A folyamatosan koncertező együttes 2018-ban töltötte be a harmincadik évét. 

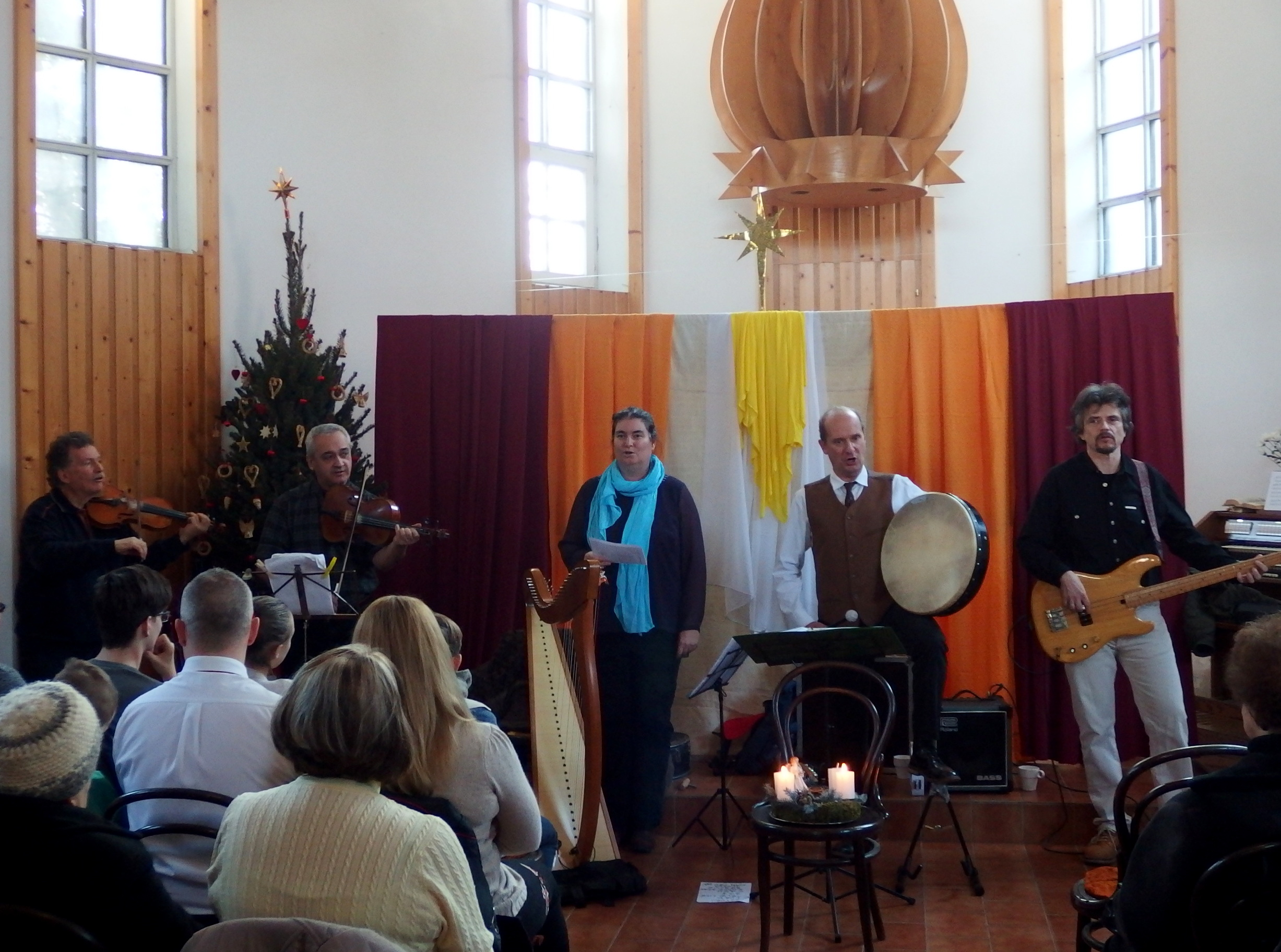
Adventi koncert Malomsoky Ildikó hárfás közreműködésével a pilisvörösvári református templomban, 2017. december 17.

A műsoron továbbra is ír és skót nép- és műdalok és vidám kocsmadalok szerepelnek, törvényen kívüliekről és az ír szabadságharcról szóló balladák hallhatók többnyire eredeti nyelven, de néhány dalhoz magyar műfordítás is készült. Egyes dalokban az ír és a magyar népzene fúziójaként Turzó Sándor háromhúros mezőségi brácsával kíséri az ír dalokat. 
Különlegesség a skót táncház, melyen képzett oktató segítségével tánctanítás is folyik, valamint a decemberenként tartott adventi koncertsorozat, melyeken csak ekkor hallható ír és skót karácsonyi dalokat adnak elő. Noha Turáni Csongor az aktív zenéléstől visszavonult, alkalmanként részt vesz a M.É.Z. koncertjein.

## Albumok
- God Save Ireland (kazetta)
- Unplugged (kazetta)
- Zégösürköp (kazetta)
- Best of M.É.Z. 1988-1994 (1995)
- Soyez Mysterieuses (1996)

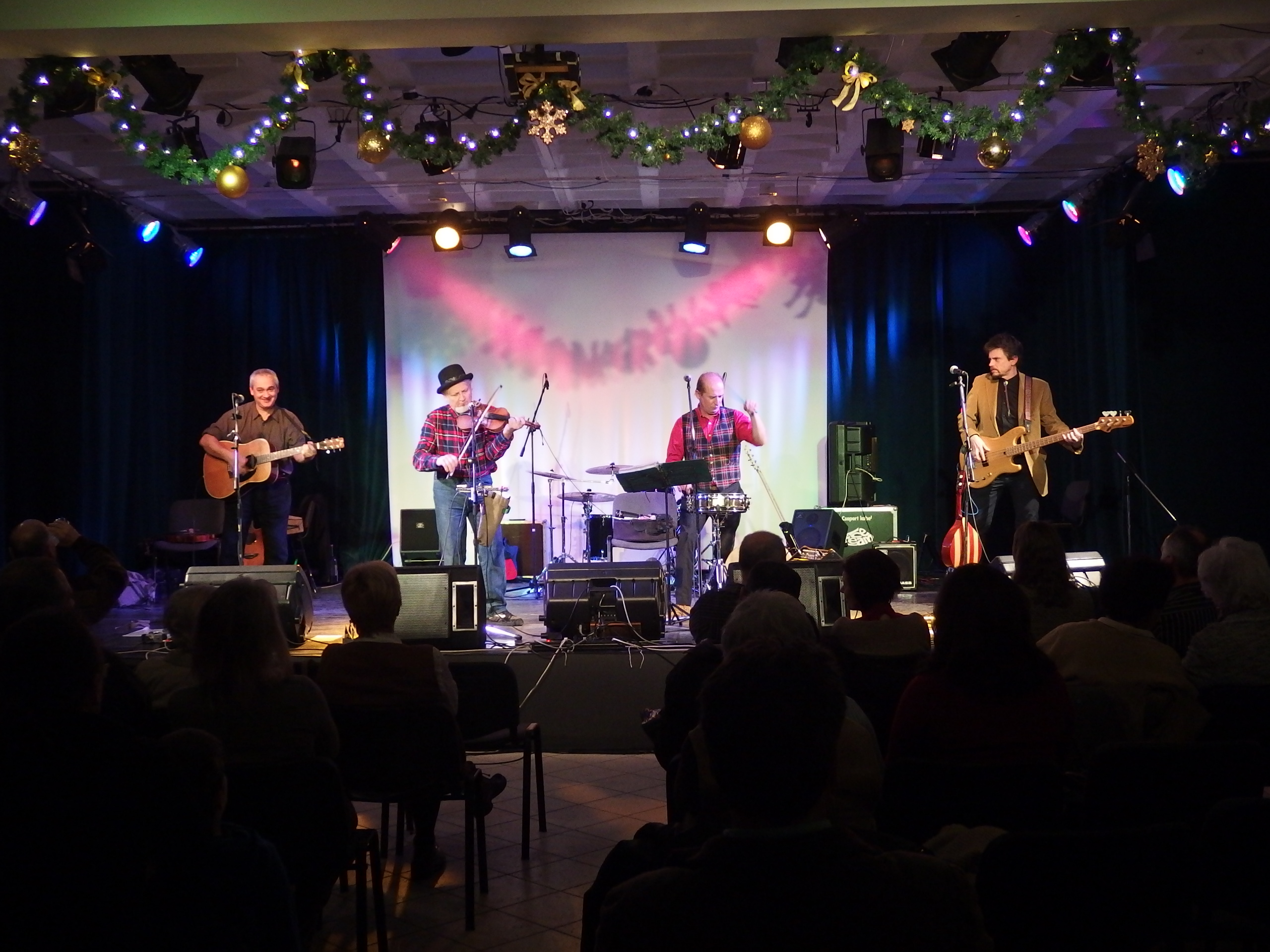
Adventi koncert a budakalászi Kós Károly Művelődési Házban, 2015. december 13.

- Hobo és a M.É.Z - A dublini úton (1998)
- The Fairies (2000)
- LeM.É.Z.lovasok (2001)
- Tűztánc (2003)